# Pasticceria Cova
La Pasticceria Cova è una celebre pasticceria situata a Milano, in via Montenapoleone 8. Fa parte dell'associazione Locali storici d'Italia.

## Storia
Fondata da Antonio Cova come "Caffe del Giardino" a lato del Teatro alla Scala nel 1817, diviene subito il punto d'incontro del dopo teatro di famosi artisti, scrittori, musicisti, professori e uomini pubblici. Ai suoi tavoli siedono personaggi che hanno fatto la storia d'Italia come Giuseppe Mazzini, Benedetto Cairoli, Tito Speri, Arrigo Boito, Giuseppe Verdi, Giovanni Verga, Giuseppe Giacosa, Federico De Roberto, Emilio Visconti Venosta, e molti altri.
Il caffè all'inizio si chiama Caffè del Giardino, perché si trovava all'angolo tra corsia del Giardino e via S. Giuseppe (oggi rispettivamente Via Manzoni e via Verdi). A Milano c'erano già numerosi caffè e Antonio Cova decise di fare del suo locale il più elegante della città, utilizzando per gli arredi materiali pregiati come il frassino con intarsi di noce d'India, rivolgendosi al maestro artigiano Paolo Bossi per le porte finemente decorate. Nel negozio è ancora presente una bilancia di bronzo fusa e cesellata nell'officina di Bartolomeo Greppi.
Nel 1848, durante le Cinque Giornate di Milano, il Caffè Cova, come ben presto lo si chiama, diviene il raduno dei patrioti che discutono come scacciare gli Austriaci dalla città.
Nel 1943, durante la seconda guerra mondiale, viene colpita dai bombardamenti come il vicino teatro. Nel 1950 si trasferisce in Via Monte Napoleone 8, all'interno di quello che sarebbe divenuto il Quadrilatero della moda.
Nel 1993 viene inaugurata a Hong Kong la prima pasticceria Cova, seguita in seguito dall'apertura di diverse boutique del dolce.
Nel 2007 e 2008 viene insignita dei titoli di Bottega storica dal comune di Milano e di Esercizio di rilevanza locale dalla provincia. Il Caffè Pasticceria Cova fa anche parte dell'Associazione Locali Storici d'Italia patrocinata dal Ministero per i Beni e le Attività Culturali.
Nel 2013, Cova passa sotto il controllo del gruppo francese Moët Hennessy Louis Vuitton (LVMH).
Nel 2017, in occasione del 200º anniversario del marchio, l'imprenditore Flavio Briatore apre una pasticceria Cova a Monte Carlo.
Nel 2021, apre Cova Paris a Parigi, in Francia.
Attualmente, Cova è presente a Milano, Principato di Monaco, Parigi, Paraggi (Santa Margherita Ligure), Atene, Kuwait, Riad, Doha, Chengdu, Suzhou, Shanghai, Hangzhou, Macao e Hong Kong SAR, ampliando il proprio marchio attraverso diverse città internazionali di prestigio.